# Antharmostes dargei
Antharmostes dargei är en fjärilsart som beskrevs av Claude Herbulot 1982. Antharmostes dargei ingår i släktet Antharmostes och familjen mätare. Inga underarter finns listade i Catalogue of Life.